# Anar Nağılbaz
Anar Nağılbaz (* 28. März 1974 in Xırdalan, Aserbaidschanische Sozialistische Sowjetrepublik als Anar Jabiyev; † 4. August 2018 ebenda) war ein aserbaidschanischer Rapper, Songwriter und Schauspieler aus dem Volk der Aserbaidschaner. Er wird oft als „Vater des aserbaidschanischen Rap“ bezeichnet, weil er das erste Rap-Album in aserbaidschanischer Sprache komponiert hat.

## Alben
- Sabah Olmayacaq (1997)
- Keçdi Günlər (1999)
- O Qızı Görən Olubmu? (2000)
- Zaman O Zaman Deyil (2001)
- Dost (2003)
- İç Xəbər (2005)
- Göbələk (2005)
- Non-Stop (2007)